# Alan Doyer
Alan Doyer   (Barcelona, 1936 - Barcelona, 1985) pseudònim de José Espinosa Serrano, dibuixant i guionista, de còmics. Neix l'any 1936 i mor el 1995 a Barcelona va treballar essencialment per agències, es feu famós al mercat català i espanyol, pels personatges de Johnny Comando y Gorila (1958) Usava com a pseudònims Alan Doyer, A.Doyer i Serra.

## Biografia
José Espinosa Serrano, neix l'any 1936, i mor a Barcelona el 1995. José Espinosa, va començar a dibuixar còmics d'una manera professional a l'editorial Valor. Per aquesta editorial va dibuixar alguns episodis de la sèrie, S.C.I. Contraespionaje Americano, el seu treball en aquesta sèrie encara era molt immadur.
A Kit Boy, una sèrie de còmics d'aventures espacials i editada per Ediciones Soriano el 1956, l'autor ja té un dibuix molt més professional, d'aquesta sèrie se'n varen publicar dues sèries, va ser tot un èxit per l'editorial i es va arribar a publicar a Italià.
L'èxit i la més gran popularitat li va arribar amb el treball a la popular Hazañas Bélicas de l'editorial barcelonina, Ediciones Toray, amb el personatge, Johnny Comando i Gorila.
Per les col·leccions, Novelas Graficas, editada per Toray el 1996 i per Joyas Literarias Juveniles editada el 1974 per l'Editorial Bruguera i va adaptar diversos relats literaris. Una gran part del seu treball va ser per agències.

## Obra i Personatges
El capita, Jhon Latimer, més conegut com a Jhonny Comando, és el cap d'un grup especial de comandos, format per Johnny Comando i Pat O'Brien, anomenat, Bolita, aquest és un simpàtic i obès, acompanyant d'aventures del protagonista. Un altre personatge també obès, Jhon T.Smith, més conegut amb el sobrenom de Gorila, és el qui farà fora de la sèrie a Bolita, arribant a tenir una sèrie pròpia. Aquests personatges són a la sèrie Johnny Comando i Gorila.

### Obra
| Títol                   | Any  | Guionista                  | Format           | Editorial              | Continuïtat | Notes                     |
| Hazañas Belicas         | 1950 | Sotillos i Sánchez Pascual | Quadern Apaïsat  | Ediciones Toray, S.A.  | Serial      | A partir del número 280   |
| Johnny Comando y Gorila | 1958 | Sotillos                   | Quadern Apaïsat  | Toray                  | Serie       | Hazañas Belicas, Vermella |
| Espias                  | 1955 | Guions Propis              | Quadern vertical | Valor                  | Serial      | 2 números publicats.?     |
| Gorila                  | 2014 | E.Sotillos                 | Tom vertical     | EDT Editores de Tebeos | Serie       | Reedició en 4 volums      |